# 安德森縣 (南卡羅萊納州)
安德森县（英語：Anderson County）是美国南卡罗来纳州西北部的一個縣，西鄰喬治亞州。面積1,962平方公里。根據2020年美國人口普查，共有人口203,718人。縣治安德森（Anderson）。該縣成立於1826年，縣名紀念美國獨立戰爭將領羅伯特·安德森（Robert Anderson）。